# José Mourinho
Pour les articles homonymes, voir Mourinho (homonymie).
dos Santos Mourinho Félix est un nom portugais ; le premier nom de famille (d'usage facultatif) est dos Santos et le second est Mourinho Félix.
José Mário dos Santos Mourinho Félix, couramment appelé José Mourinho, né le 26 janvier 1963 à Setúbal, est un entraîneur de football portugais. Il est l’actuel entraîneur de Fenerbahçe en Turquie.
Surnommé « The Special One » après sa première conférence de presse en tant qu'entraîneur du Chelsea FC, en référence aux titres européens consécutifs obtenus avec le FC Porto, José Mourinho est à la fois décrié par certains et adulé par d'autres. Il est considéré comme l’un des meilleurs tacticiens de sa génération mais est également connu pour son caractère provocateur et moqueur. 
José Mourinho a notamment entraîné au Portugal, en Angleterre, en Italie et en Espagne, remportant les championnats dans ces quatre pays, leurs coupes nationales ainsi que leurs supercoupes. Il a également gagné cinq titres européens : la Ligue des champions avec le FC Porto en 2004 et l'Inter Milan en 2010, la Ligue Europa avec le FC Porto en 2003 et Manchester United en 2017, et la Ligue Europa Conférence avec l'AS Roma en 2022.
Il obtient le premier Prix d'entraîneur de l'année FIFA en 2010, en récompense de son succès avec l'Inter Milan lors de la saison 2009-2010.

## Biographie

### Jeunesse et carrière de joueur
José Mário dos Santos Mourinho Félix naît le 26 janvier 1963 à Setúbal au Portugal. Son père, Félix Mourinho, est gardien de but international au CF Os Belenenses de 1956 à 1969 puis du Vitória de Setúbal de 1969 à 1974, sélectionné en équipe du Portugal en 1972. Sa mère, Maria Júlia Carrajola dos Santos, est une institutrice issue d'une famille proche du pouvoir salazariste qui perdit la plupart de ses biens après la révolution des Œillets. Il a une sœur, Teresa, de trois ans son aînée.
Adolescent, José Mourinho baigne dans l'univers du football. Il assiste le week-end aux rencontres disputées par son père, à Porto et à Lisbonne puis, une fois ce dernier devenu entraîneur, il observe les séances d'entraînement, l'étude des équipes adverses et les consignes tactiques données sur le bord du terrain.
José Mourinho joue lui-même dans les équipes de jeunes du CF Os Belenenses. Ayant atteint un niveau professionnel, il joue sous la direction de son père entraîneur au Rio Ave FC en 1981-1982, puis à Belenenses la saison suivante. En 1983, il signe au GD Sesimbra, où il joue deux saisons. Manquant de rythme et de puissance, il s'aperçoit vite de ses limites. Il met un terme à sa modeste carrière de joueur professionnel et décide de se tourner vers la gestion des hommes et de tactique.

### Carrière d'entraîneur

#### Formation universitaire
Il quitte dès le premier jour l'école de commerce à laquelle sa mère l'inscrit et commence une formation de professeur à l'institut supérieur d'éducation physique. Selon le biographe Joel Neto, c'est à ce moment-là, à 23 ans, qu'il s'engage pour de bon dans le football influencé par le discours de professeurs comme Carlos Queiroz ou Manuel Sergio. Il suit la formation d'entraîneur à la Faculté de motricité humaine de l'Université de Lisbonne et en ressort titulaire du master droit, économie et gestion du sport[réf. souhaitée].
C'est avec cette formation qu'il commence comme soigneur. Remarqué par l'entraîneur du CF Estrela da Amadora Manuel Fernandes, il se voit offrir un poste d'assistant-entraîneur pour la saison 1990-1991. Puis il devient traducteur auprès de Bobby Robson, poste qui se transforme en entraîneur-adjoint. Il le suit au Portugal, puis en Espagne au FC Barcelone (où il apprend le catalan), club dans lequel il reste entraîneur-adjoint de Louis van Gaal, après le limogeage de Bobby Robson. Ces derniers sont sans aucun doute les plus grandes influences de José Mourinho[Interprétation personnelle ?].
Après son séjour en Catalogne, José Mourinho retourne au Portugal où il prend en charge le SL Benfica, club dans lequel il rencontre Maniche, l'une des références de ses dispositifs tactiques. Il entraîne ensuite l'União de Leiria.
Pour Thibaud Leplat, José Mourinho applique les thèses de Manuel Sergio et du neurologue António Damásio, dont l'ouvrage L'Erreur de Descartes : la raison des émotions, l'un des ouvrages scientifiques les plus importants du  XXe siècle, serait un livre de référence. Il considère les joueurs dans leur globalité, en accordant la même importance au corps et à l'esprit : « Je ne sais pas où commence le physique et où termine le psychologique ou le tactique. Pour moi, le football et le joueur sont à prendre dans leur globalité. Je ne fais pas de préparation physique ».

#### SL Benfica (2000)
La première expérience en tant qu'entraîneur se passe au SL Benfica en 2000 par João Vale e Azevedo, lorsque José Mourinho a quitté son rôle de directeur adjoint du FC Barcelone pour remplacer l'entraîneur Jupp Heynckes après la quatrième semaine de la Primeira Liga. José Mourinho a repris Carlos Mozer, ancienne star de Benfica pour être son assistant.
José Mourinho et Carlos Mozer se sont avérés une combinaison populaire, bénéficiant d'une victoire 3-0 contre les féroces rivaux Sporting CP en décembre. Leur règne, cependant, semblait en danger après que l'élection de Benfica se soit retournée contre le président du club João Vale e Azevedo. Le nouvellement élu Manuel Vilarinho a déclaré qu'il nommerait l'ancien joueur du Benfica Toni comme nouvel entraîneur, le renvoyant immédiatement. José Mourinho a utilisé la victoire sur le Sporting CP pour tester la loyauté du président et a demandé une prolongation de contrat. Manuel Vilarinho a refusé la demande, et José Mourinho a démissionné de son poste immédiatement. Il a quitté le club le 5 décembre 2000 après seulement neuf matches de championnat en charge.

#### União de Leiria (2001-2002)
José Mourinho a obtenu un nouveau poste de manager en juillet 2001 avec l'União de Leiria, qu'il a emmené à sa cinquième place. L'équipe était sur une course en disputant des places aussi hautes que les troisième et quatrième en janvier 2002. Après une victoire 2-1 contre Paços de Ferreira le 27 janvier, l'équipe était à la troisième place, un point devant le FC Porto et le SL Benfica et trois points derrière le haut du classement. Les succès de José Mourinho à Leiria ne sont pas passés inaperçus et ont attiré l’attention de grands clubs portugais comme le FC Porto et son président Jorge Nuno Pinto da Costa.

#### Futebol Club do Porto (2002-2004)
Il a ensuite été trié sur le volet, en janvier 2002, par le FC Porto pour remplacer Octávio Machado. José Mourinho a guidé l'équipe à la troisième place cette année-là après 15 matchs solides (G-N-P : 11-2-2) et a donné la promesse de « faire sacrer champion Porto l'année prochaine ».
Il a rapidement identifié plusieurs joueurs-clef qu'il a vu comme l'épine dorsale parfaite pour Porto : Vítor Baía, Ricardo Carvalho, Costinha, Deco, Dmitri Alenichev et Hélder Postiga. Il a rappelé le capitaine Jorge Costa, après un prêt de six mois à Charlton Athletic. Les signatures en provenance d'autres clubs incluent Nuno Valente et Derlei de l'União de Leiria, Paulo Ferreira du Vitória, Pedro Emanuel de Boavista, et Edgaras Jankauskas et Maniche, qui étaient tous deux en fin de contrat au SL Benfica.
Au cours de la pré-saison, José Mourinho mit sur le site internet du club des rapports détaillés sur la formation de l'équipe. Les rapports emploient un vocabulaire formel, faisant notamment allusion à un jogging de 20 km ou encore à un exercice prolongé d'aérobic. Ces rapports ont attiré le mépris de certains pour leurs prétentions, tandis que d'autres ont cependant fait l'éloge de l'innovation et l'application d'une approche plus scientifique pour les méthodes de formation pratique au Portugal. L'un des aspects-clef de l'ère José Mourinho au FC Porto a été sa vivacité d'esprit et le jeu sous pression, qui débutait à la ligne offensive, baptisée alta pressão (pression haute). Les capacités physiques et combatives des défenseurs et des milieux de terrains permirent au FC Porto de mettre une pression à partir des lignes offensives et forcèrent les adversaires à concéder le ballon par des passes trop longues ou mal ajustées.
En 2003, José Mourinho a remporté son premier titre de champion du Portugal avec 27 victoires, 5 matchs nuls et 2 défaites, 11 points d'avance sur le SL Benfica, club qu'il avait quitté deux ans plus tôt. Le total de 86 points sur un maximum possible de 102 était un record dans le championnat portugais depuis que la règle des trois points par victoire fut introduite. José Mourinho a également remporté la Coupe du Portugal (contre son ancien club de l'União de Leiria) et la finale de Coupe UEFA contre le club écossais du Celtic FC, en mai 2003.
La saison suivante, José Mourinho conduit l'équipe à d'autres succès : il mène le FC Porto à la victoire lors de la Supercoupe du Portugal, battant l'União de Leiria 1-0. Le FC Porto perd cependant la Supercoupe de l'UEFA 1-0 contre l'AC Milan, Andriy Shevchenko étant l'unique buteur de la rencontre. L'équipe domine le championnat portugais et termine la saison avec un record parfait à domicile, un avantage de huit points, et une série d'invincibilité qui ne se termina que contre Gil Vicente FC ; le titre est obtenu cinq semaines avant la fin de la saison. Le FC Porto perd la finale de la Coupe du Portugal à Benfica en mai 2004, mais deux semaines plus tard, José Mourinho et son club remporteront une compétition autrement prestigieuse : la Ligue des champions, avec une victoire 3-0 contre l'AS Monaco en Allemagne. Le club avait éliminé Manchester United, l'Olympique lyonnais et le Deportivo La Corogne. Leur unique défaite dans la compétition est survenue contre le Real Madrid en phase de poules.
La victoire de José Mourinho sur Manchester United laissait présager un passage à la ligue anglaise. En réponse à ses succès européens et nationaux, José Mourinho a été associé à plusieurs grands clubs européens, notamment le Liverpool FC, le Real Madrid et le Chelsea FC. José Mourinho a déclaré publiquement sa préférence pour le travail à Liverpool qu'au sein de Chelsea :
« Liverpool est une équipe qui intéresse tout le monde et Chelsea ne m'intéresse pas tellement parce que c'est un nouveau projet avec beaucoup d'argent investi. Je pense que c'est un projet qui, si le club ne réussit pas à tout gagner, alors Abramovitch pourrait prendre sa retraite et prendre l'argent du club. Il s'agit d'un projet incertain. Il est intéressant pour un entraîneur d'avoir l'argent pour embaucher des joueurs de qualité, mais on ne sait jamais si un projet comme celui-ci apportera le succès ».
Liverpool a finalement offert son poste de direction à l'entraîneur espagnol Rafael Benítez.

#### Chelsea FC (2004-2007)

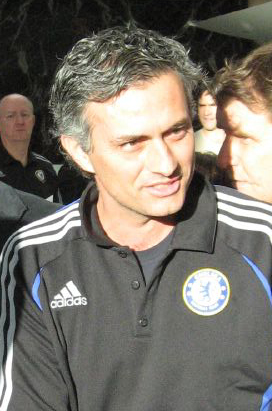
José Mourinho au Chelsea FC, en 2007.

Il ne résistera pas aux sirènes de la Grande-Bretagne et du milliardaire russe du Chelsea FC, Roman Abramovitch, désireux de bâtir un club de football de tout premier plan sur la scène européenne en attirant le coach qui élimina Manchester United de la course au titre suprême européen. Il devient à Chelsea l'entraîneur le mieux payé du monde (4,2 millions de livres en 2004, puis 5,2 millions en 2005).
La célébrité de José Mourinho en tant qu'entraîneur n'a d'égal que son côté provocateur, ce qui lui vaut de nombreuses inimitiés dans le monde du football. En effet, ses déclarations tapageuses et son ton arrogant (il s'est autoproclamé « A Special One » et a traité Arsène Wenger de « voyeur », parce que selon lui, il passait son temps à regarder et à parler de Chelsea, avant de s'excuser) ont fait le bonheur des tabloïds britanniques.
José Mourinho fut donc l'entraîneur et le manager du Chelsea FC durant trois saisons de 2004 à 2007. En trois saisons, José Mourinho fait mieux que tous les entraîneurs précédents de Chelsea, avec deux titres de champion d'Angleterre, une Coupe d'Angleterre, deux Coupes de la Ligue et un Community Shield. Seule la Ligue des champions se refusera à lui avec comme meilleurs résultats deux demi-finales en 2004-2005 et 2006-2007. À titre personnel, il est élu manager de l'année en Angleterre en 2005 et 2006.
Il quitte son poste d'entraîneur du Chelsea FC le 19 septembre 2007 au soir, officiellement à l'amiable, à la suite d'une altercation orageuse avec le propriétaire du club Roman Abramovitch, après un match nul concédé contre le Rosenborg BK à domicile en Ligue des champions,.
En 2008, José Mourinho, alors sans club, fait acte de candidature, pour succéder à Frank Rijkaard en instance de départ, au poste d'entraîneur du FC Barcelone. Si certains supporters et des membres de la direction du club, sevrés de titre depuis 2006, voient d'un bon œil l'arrivée du « Special One », le président du club Joan Laporta ne donne pas suite,.

#### Inter Milan (2008-2010)

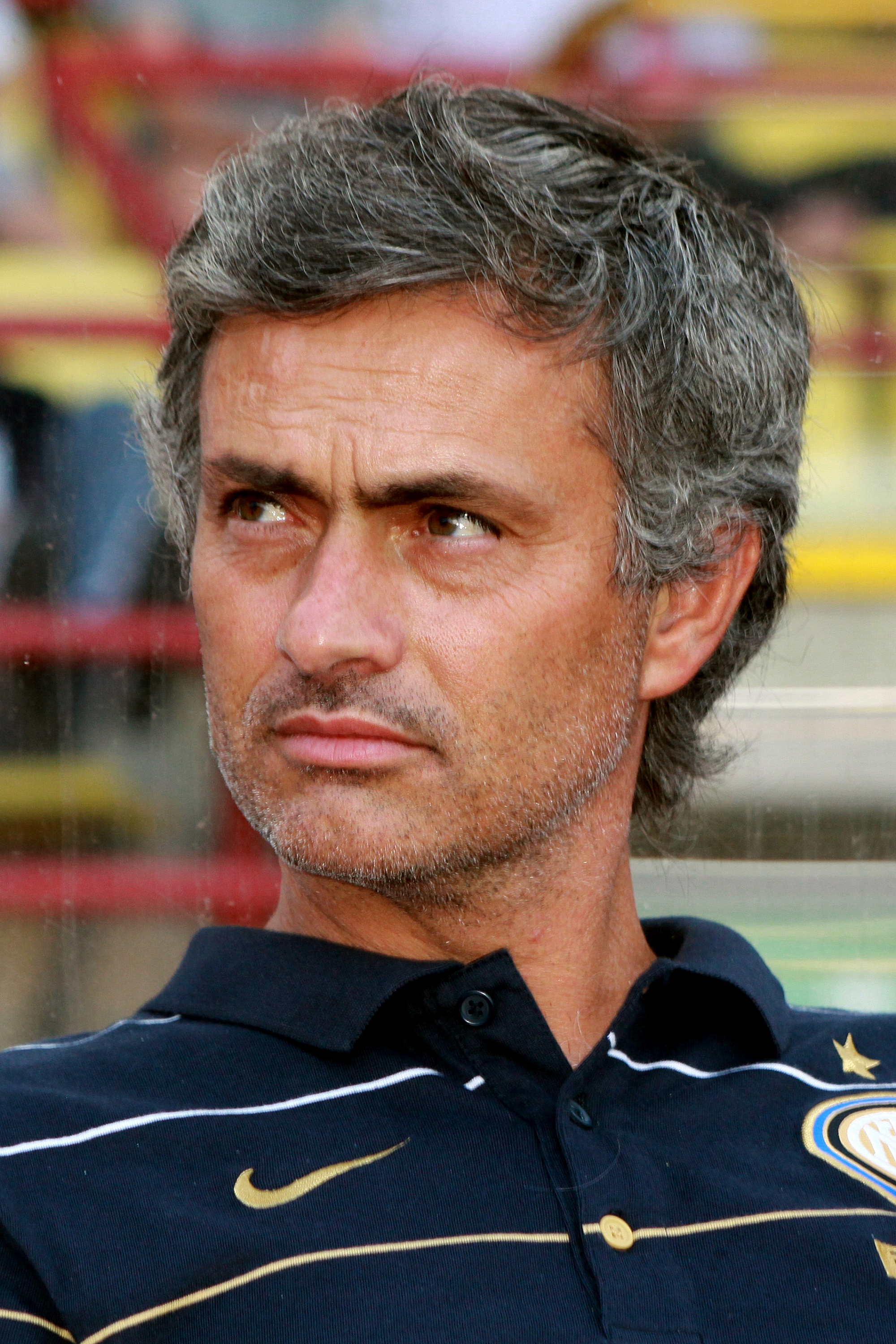
José Mourinho à l'Inter Milan, en 2009.

Le 27 mai 2008, le quotidien italien La Gazzetta dello Sport confirme qu'il aurait signé pour l'Inter Milan. Le contrat de trois années a été officialisé le 2 juin 2008 par le club nerazzurro. Le 24 août 2008, il remporte son premier titre avec l'Inter Milan lors de la Supercoupe d'Italie 2008 en s'imposant aux tirs au but face à l'AS Rome de Francesco Totti (6-5). Lors de cette même saison, José Mourinho s'adjuge le titre national. Le premier pour lui, le quatrième consécutif pour l'Inter Milan.
La saison 2009-2010 marque le renouveau de l'Inter Milan en Europe. En Ligue des champions, après avoir terminé deuxième de sa poule derrière le FC Barcelone, l'Inter Milan élimine successivement le Chelsea FC, le CSKA Moscou et enfin le FC Barcelone, le tenant du titre. L'Inter Milan est donc qualifié pour la finale de Ligue des champions, qu'il joue face au Bayern Munich. Grâce à deux buts de Diego Milito, l'Inter Milan l'emporte 2 à 0 face aux Bavarois. C'est la deuxième finale de Ligue des champions de la carrière de José Mourinho. L'Inter Milan réalise ainsi un triplé historique, remportant la Série A devant l'AS Rome le 16 mai et la finale de la Coupe d'Italie contre cette même équipe 11 jours avant. Grâce à sa victoire en Ligue des champions contre le Bayern Munich, le 22 mai 2010, il devient le premier entraineur à réaliser un triplé Coupe nationale, Championnat et Ligue des champions avec un club italien. C'est le sixième club à réaliser ce triplé après, entre autres, Manchester United et le FC Barcelone en 2009.
José Mourinho devient ainsi le troisième entraîneur à gagner la C1 avec deux clubs différents (FC Porto 2004 et Inter 2010) après Ernst Happel (Feyenoord 1970 et Hambourg SV 1983), Ottmar Hitzfeld (Borussia Dortmund 1997 et Bayern Munich 2001). Jupp Heynckes réalisera par la suite cette performance (Real Madrid 1998 et Bayern Munich 2013) ainsi que Carlo Ancelotti (AC Milan 2003 et 2007, puis Real Madrid 2014, 2022 et 2024).

#### Real Madrid (2010–2013)

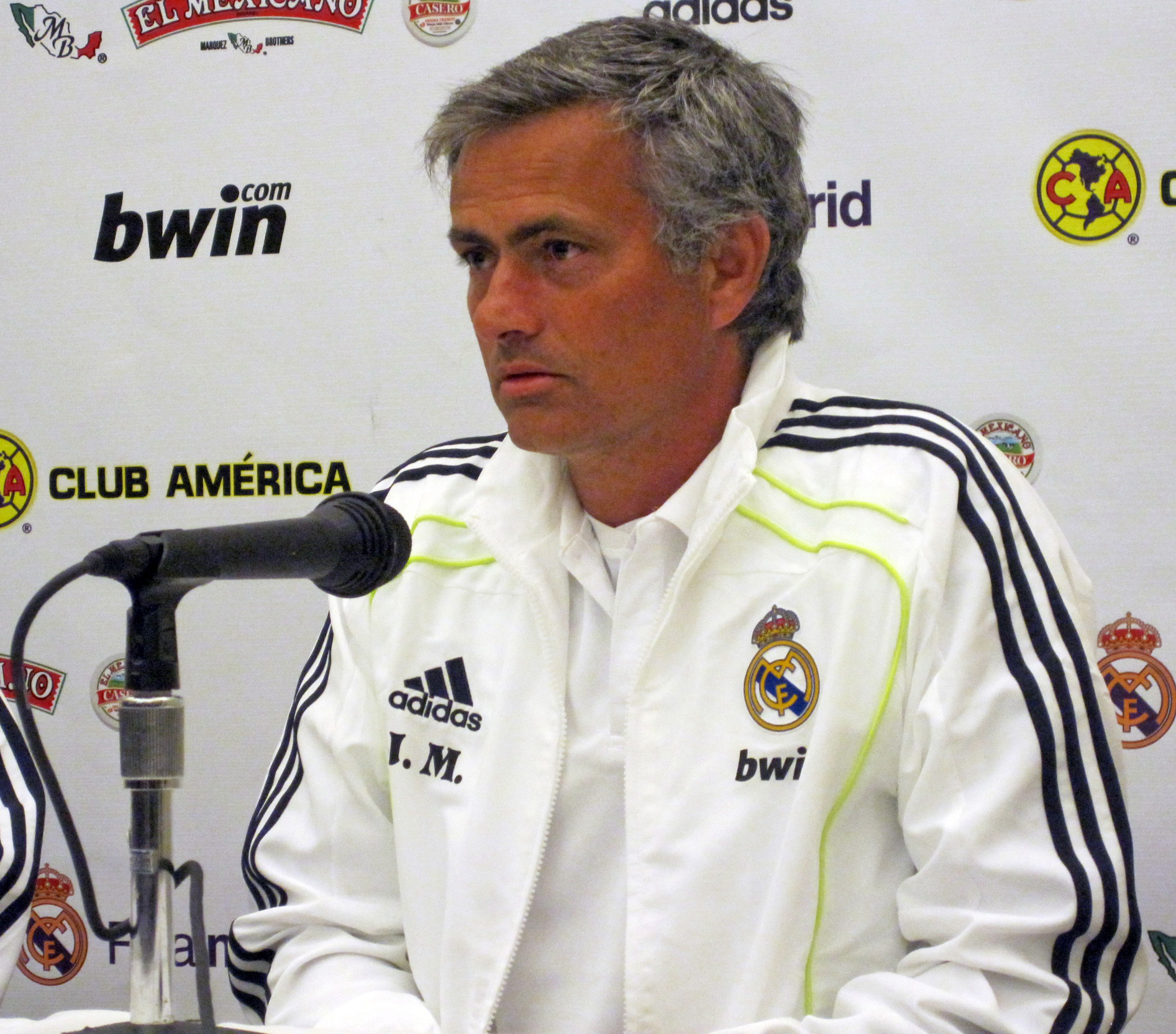
José Mourinho lors d'une conférence de presse avec le Real Madrid, en 2010.

Le lendemain de sa victoire en Ligue des champions avec l'Inter Milan, le 28 mai 2010, le Real Madrid annonce que Florentino Pérez et Massimo Moratti, respectivement présidents du Real Madrid et de l'Inter Milan, ont trouvé une rémunération pour libérer José Mourinho, à hauteur de 8 millions d'euros (la moitié de ce que Massimo Moratti exigeait). Il se retrouve face à un club dont l'effectif est en recomposition, inspiré des « Galactiques », avec les arrivées de Cristiano Ronaldo, Kaká, Karim Benzema. Le club est en crise, après cinq échecs successifs en huitièmes de finale de la Ligue des champions, en plus des succès réalisés par le FC Barcelone mené par Pep Guardiola, qui a réalisé le « sixtuplé » un an plus tôt (mais que José Mourinho est le seul à avoir battu en Ligue des champions, l'année suivante, avec l'Inter Milan).
Si ses débuts sont remarquables (29 points en onze journées, il bat le record du meilleur départ de l'histoire de la Liga établi par Pep Guardiola deux saisons plus tôt), il ne parvient cependant pas à gagner le 29 novembre le Clásico. Il s'agit en fait de sa plus grande défaite d'entraîneur : il perd 5-0 au Camp Nou. Certains parleront d'une mise en place tactique non encore achevée, basée sur l'attaque. Cinq mois plus tard, il prend sa revanche en remportant la Coupe du Roi en battant en finale le FC Barcelone (1-0 ap) avec une tactique nettement plus défensive. C'est le premier titre de José Mourinho au Real Madrid. Il atteint les demi-finales de la Ligue des champions, après avoir éliminé successivement, l'Olympique Lyonnais en huitième de finale et Tottenham Hotspur en quart. Confronté encore une fois au FC Barcelone son équipe est éliminée après avoir perdu 2-0 à Madrid et fait match nul 1-1 au Camp Nou. Expulsé au match aller après avoir adopté une attitude ironique envers le corps arbitral, il critique vivement les décisions de ces derniers, notamment l'expulsion du défenseur portugais Pepe, en conférence de presse. Il s'attaque par là même à l'UEFA, mais aussi au FC Barcelone qu'il considère comme avantagé par les arbitres de l'institution européenne. Ces déclarations tapageuses, lui vaudront une suspension de 4 matches en Coupe d'Europe.
Le 17 août 2011, lors du match retour de Supercoupe d'Espagne perdu par le Real Madrid, José Mourinho se fait une fois de plus remarquer en enfonçant son doigt dans l’œil de Tito Vilanova, adjoint de Pep Guardiola, lors d'une rixe générale entre les deux équipes durant le temps additionnel. Pour ce geste, il écopera d'une suspension de deux matches applicables seulement en cas d'une éventuelle participation du Real Madrid en Supercoupe d'Espagne. Le 10 mars 2012, face au Real Betis Balompié, José Mourinho a dirigé son 100e match au Real Madrid pour les résultats suivant : 77 victoires, pour seulement 13 matches nuls et 10 défaites. Le 21 avril 2012, lors du Clásico au Camp Nou, le Real Madrid s'impose 2-1 face au Barça s'assurant pratiquement du titre de champion d'Espagne, et bat le record de buts marqués (107 buts) en une saison de Liga.
Le 3 mai 2012, avec la victoire du Real Madrid en championnat, José Mourinho devient le quatrième entraîneur à remporter les championnats nationaux dans quatre pays différents, après Ernst Happel, Tomislav Ivić et Giovanni Trapattoni, cependant, il est le premier à remporter les trois championnats majeurs européens (Angleterre, Italie et Espagne). José Mourinho est l’entraîneur ayant obtenu le plus de points en une saison dans l'histoire de la Liga (et même des quatre grands championnats européens : espagnol, anglais, italien et allemand), lors de la saison 2011-2012, avec 100 points et un record de nombre de buts marqués (121 buts) et un record de nombre de victoires (32 victoires). Le 22 mai 2012, son contrat avec le Real Madrid est renouvelé jusqu'en 2016.
La saison suivante, il remporte la Supercoupe d'Espagne face au FC Barcelone, pourtant le reste de la saison sera bien plus compliqué. Le Real Madrid fait un très mauvais début de Liga, très vite le club est hors course pour le titre. En Ligue des champions, le club tombe encore en demi-finale (contre le Borussia Dortmund). Enfin, le club perd en finale de la Coupe du Roi.
Le 20 mai 2013, par un consentement mutuel, Florentino Pérez, président du Real Madrid annonce le départ de José Mourinho en fin de saison. Les mauvaises relations avec certains cadres (Iker Casillas, Sergio Ramos…) de l'équipe et la presse ont poussé José Mourinho à partir.

#### Retour au Chelsea FC (2013-2015)

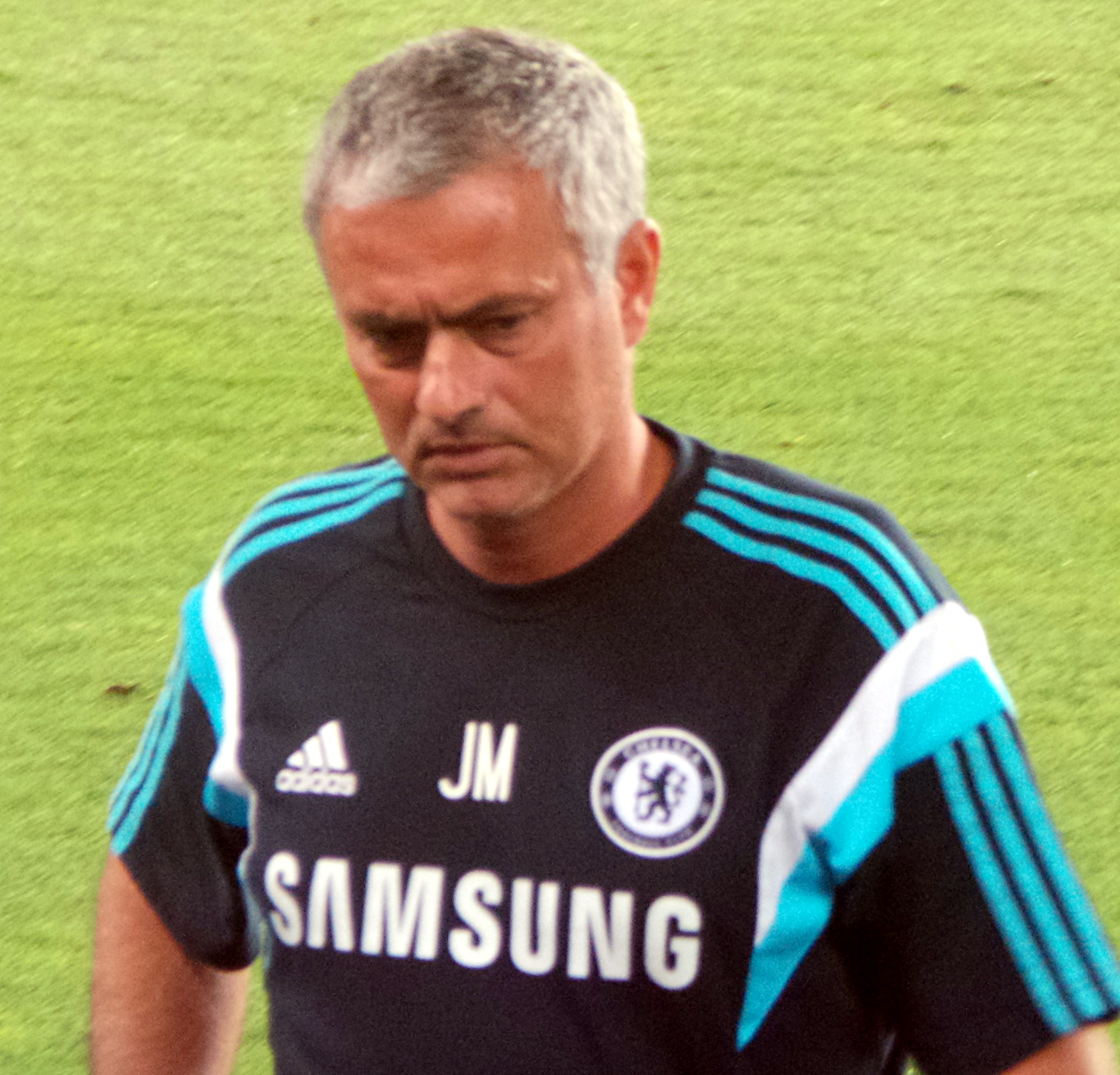
José Mourinho à Chelsea, en 2014.

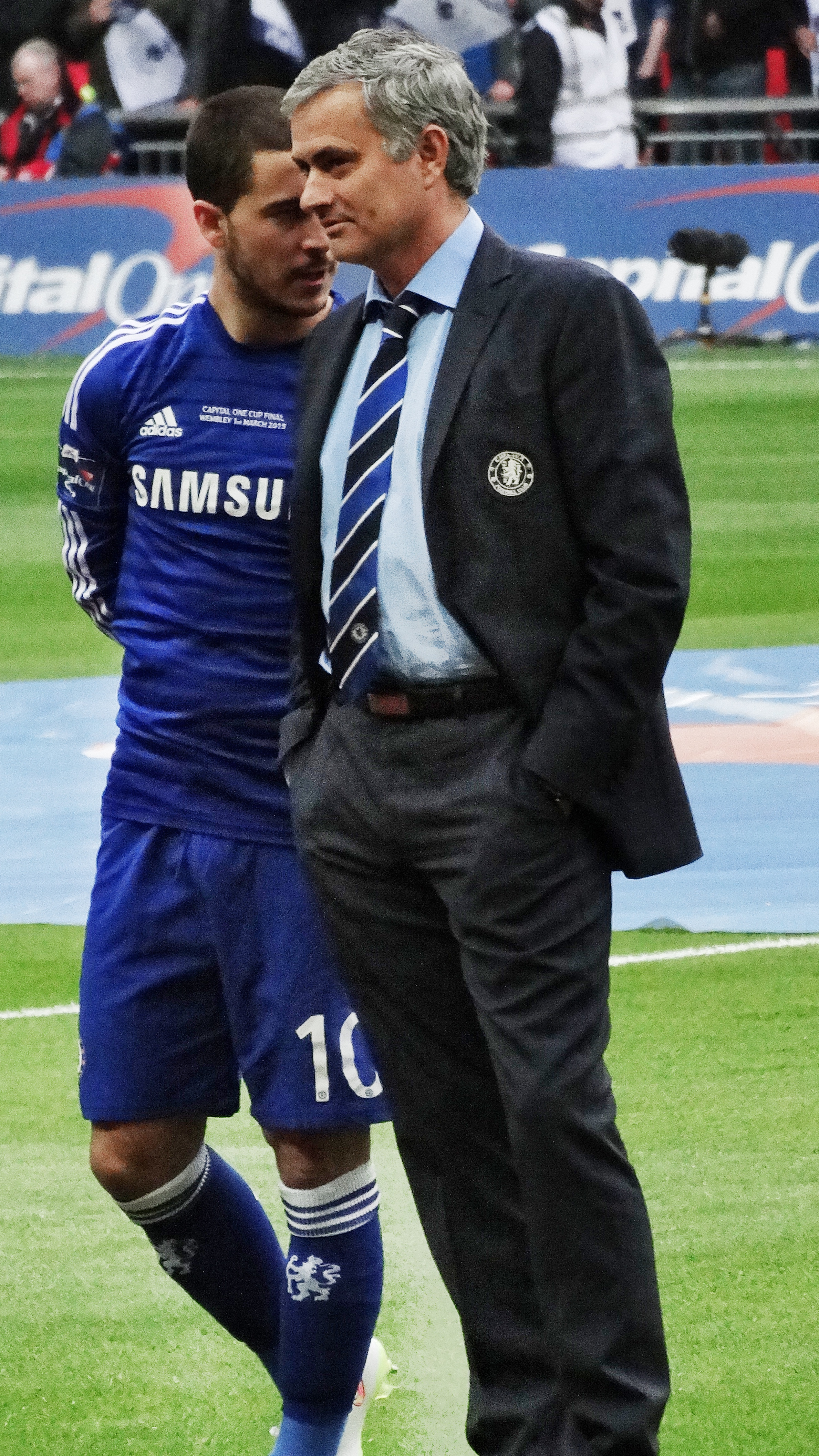
José Mourinho le 1 mars 2015 après la victoire du Chelsea FC (2-0) en finale de Coupe Capital One contre Tottenham Hotspur.

Le 3 juin 2013, il effectue officiellement son retour au Chelsea FC en signant un contrat de quatre ans, remplaçant ainsi Rafael Benítez parti au SSC Naples. Pour son premier match officiel sur la scène européenne, il perd la Supercoupe de l'UEFA aux tirs au but face au Bayern Munich de Pep Guardiola.
Lors de la saison 2013-2014, il mène le Chelsea FC jusqu'en demi-finale de la Ligue des champions, les Blues étant éliminés à ce stade de la compétition par l'Atlético de Madrid (0-0 et 1-3). Chelsea termine également 3e de la Barclays Premier League derrière Manchester City et le Liverpool FC.
Le 2 février 2014, à la suite de sa victoire face à Manchester City, José Mourinho devient l'entraîneur le plus rapide à avoir atteint 100 victoires en Premier League. Le 1er mars 2015, il remporte la coupe de la ligue anglaise 2-0 aux dépens de Tottenham Hotspur. C'est son premier trophée remporté avec Chelsea depuis son retour dans le club londonien.
L'équipe de José Mourinho, tête de série lors du tirage, affronte le Paris Saint-Germain en huitièmes de finale Ligue des Champions. Lors du match aller le 17 février 2015 au Parc des Princes, Chelsea ouvre le score avec Branislav Ivanović mais concède l'égalisation de Edinson Cavani pour le Paris Saint-Germain. Le match retour a lieu à Stamford Bridge le 11 mars 2015, les Bleus sont virtuellement qualifiés avec le but marqué à l'extérieur. Gary Cahill marque pour Chelsea en fin de match mais le Parisien, ancien Bleu, David Luiz égalise et offre les prolongations à son équipe. Eden Hazard convertit le penalty pendant les prolongations mais Chelsea concède à nouveau l'égalisation avec le but de Thiago Silva qui permet aux Parisiens de se qualifier.
Après avoir espéré le Paris Saint-Germain avant le tirage, José Mourinho est donc éliminé pour la première fois par une équipe française en Ligue des champions. Le lendemain, la presse anglaise est très virulente avec The Special One : le Daily Mail titre « José a foiré », pour The Sun c'est un « meurtre » et le Daily Telegraph retient que le « petit jeu de José Mourinho lui est revenu au visage de manière spectaculaire ».
Le 3 mai 2015, il remporte son troisième titre de champion d'Angleterre, son premier depuis son retour au Chelsea FC. Le 2 août 2015, Chelsea s'incline 1 but à 0 contre Arsenal lors du traditionnel Community Shield. Mais surtout, c'est la première défaite du technicien portugais contre Arsène Wenger après 14 confrontations.
Après une succession de mauvais résultats (16e du championnat le 15 décembre 2015), José Mourinho est limogé par Chelsea le 17 décembre 2015.

#### Manchester United (2016-2018)

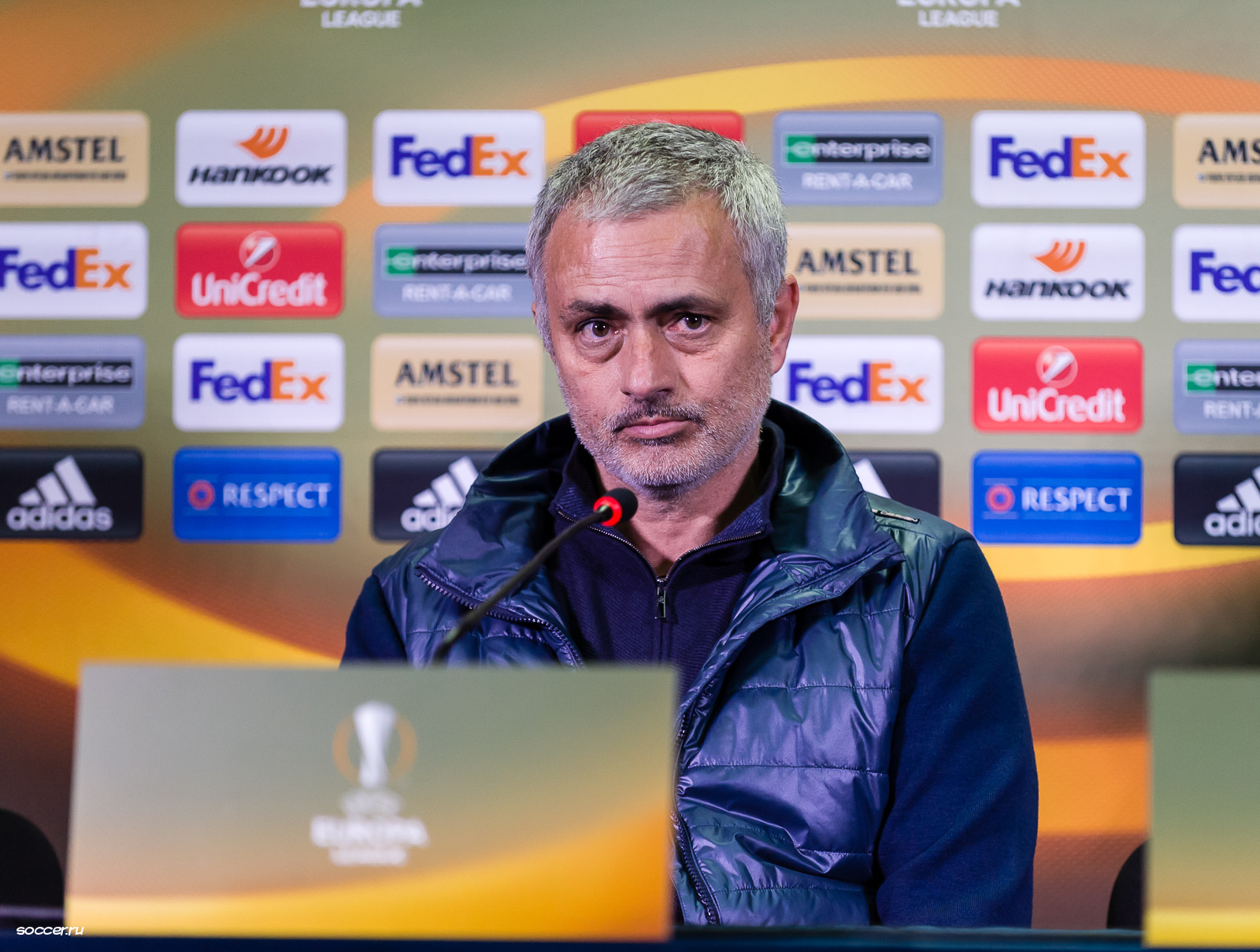
Mourinho entraineur de Manchester United en 2017.

Le 27 mai 2016, José Mourinho devient le nouvel entraîneur de Manchester United, en remplacement de Louis van Gaal. Il a signé un contrat d'une durée de trois ans plus une année en option. Dans le même temps, son rival Pep Guardiola devient entraîneur de l'autre club de la ville, Manchester City.
Il remporte son premier trophée majeur avec le club après la victoire de son équipe en finale de la Coupe de la Ligue face au Southampton FC le 26 février 2017, et devient par la même occasion le premier entraîneur de l'histoire des Red Devils à remporter deux titres, avec la Ligue Europa, lors de sa première saison au club.
Le 18 décembre 2018, il se fait licencier de Manchester United. Ce débarquement intervient alors que l'équipe de Manchester United a disputé en championnat 17 matchs avec à la clef sept victoires, cinq nuls, cinq défaites (soit le total le plus faible pour le club depuis 1990) et une sixième place, l'entraîneur ayant perdu le contrôle de son vestiaire et sa communication.

#### Tottenham Hotspur (2019-2021)
Le 20 novembre 2019, José Mourinho devient le nouvel entraîneur de Tottenham Hotspur, en remplacement de Mauricio Pochettino, limogé la veille. Il  fait grimper l'équipe de la 14e place à son arrivée jusque là 6e place synonyme de qualification en coupe d’Europe à la fin de la saison.
Le 18 mars 2021, alors que son équipe avait gagné 2-0 le match aller en huitième de finale de Ligue Europa contre le Dinamo Zagreb une semaine plus tôt, elle perd 3-0 au retour au terme de la prolongation synonyme d'élimination.
Le 19 avril 2021, il est démis de ses fonctions en laissant Tottenham à une décevante 7e place de championnat. Pour José Mourinho, cette expérience sera la première sans titre depuis sa carrière d'entraineur si l'on ne comptabilise pas ses débuts au Benfica et Leiria.

#### AS Roma (2021-2024)

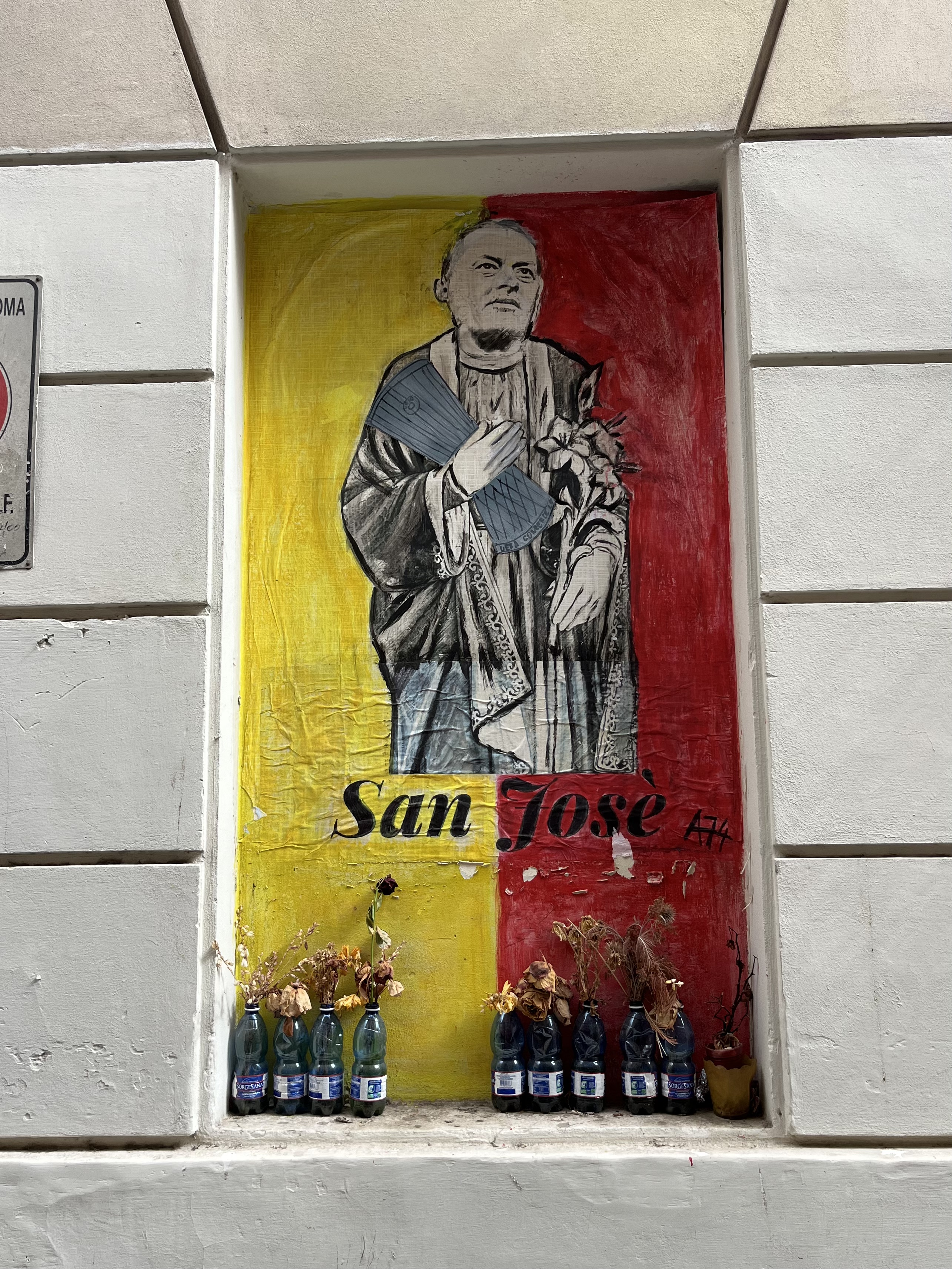
Peinture murale à Rome représentant Mourinho avec la Ligue Europa Conférence remportée.

Le 4 mai 2021, l'AS Roma annonce son arrivée au poste d'entraîneur à partir de la saison 2021-2022. Lors de son premier mercato à l'été 2021, il recrute Tammy Abraham, Rui Patrício ou encore Edor Shomurodov.
Le 12 septembre 2021, Jose Mourinho atteint la barre des 1000 matchs comme entraineur principal avec une victoire de l'AS Roma contre Sassuolo (2-1).
Après avoir éliminé Leicester en demi-finale, la Roma est qualifiée pour la finale de C4. Il devient ainsi le premier coach de l'histoire à atteindre une finale européenne avec 4 clubs différents. Le 25 mai 2022, après la victoire en finale face au Feyenoord Rotterdam 1-0, Mourinho devient le premier coach à gagner les 5 finales européennes auxquelles il a participé. On notera l'affection particulière qu'il a pour les supporters de la Louve et l'obtention de ce premier titre européen. On le verra en larme de joie lors de la qualification pour la finale, ainsi que lors de la victoire de la C4.
Lors du mercato estival 2022, Mourinho enrôle trois top joueurs à savoir Paulo Dybala, laissé libre par la Juventus Turin, Georginio Wijnaldum en prêt avec option d'achat après une saison décevante au PSG qui l'avait recruté l'été dernier à Liverpool, puis en toute fin de mercato, Andréa Belotti, laissé libre lui aussi par le Torino.
Le 18 mai 2023, il qualifie la Roma pour une seconde finale européenne consécutive après avoir éliminé le Bayer Leverkusen (1-0 / 0-0) en demi finale de Ligue Europa. Néanmoins, il perdra la première finale européenne de sa carrière, face au Séville FC, aux tirs au but.
Lors de l'été 2023, Mourinho reçoit une grosse offre en provenance d'Arabie Saoudite pour entraîner Al-Hilal. Mais le technicien portuguais refuse la proposition, et reste pour une troisième saison consécutive à la Roma. Pour son troisième mercato estival à la tête du club romain, la Roma est dans le collimateur de l'UEFA par rapport au Fair-play financier. De ce fait, Mourinho doit se contenter de joueurs libres ou peu coûteux pour se renforcer, et voit l'arrivée notamment de Houssem Aouar, Evan Ndicka et Leandro Paredes. En fin de mercato, il obtient aussi le prêt de Romelu Lukaku, un joueur qu'il a déjà connu à Chelsea et à Manchester United.
Après un début de saison 2023-24 compliqué (0 victoire lors des 3 premiers matchs), son équipe s'impose 7-0 contre Empoli à domicile, la plus large victoire romaine depuis avril 1961.
Le 16 janvier 2024, alors que l'AS Roma est neuvième du championnat et après une défaite 3-1 contre le Milan AC, le club annonce le départ avec effet immédiat de Mourinho. 

#### Fenerbahçe (2024-)
En juin 2024, Fenerbahçe annonce l’arrivée de José Mourinho comme entraîneur.

## Statistiques
| Saison                    | Club                      | Championnat               | Championnat | Championnat | Championnat | Championnat | Coupes nationales | Coupes nationales | Coupes nationales | Coupes nationales | Coupes continentales | Coupes continentales | Coupes continentales | Coupes continentales | Coupes continentales | Supercoupe | Supercoupe | Supercoupe | Supercoupe | Total | Total | Total | Total | % victoires |
| Saison                    | Club                      | Division                  | M           | V           | N           | D           | M                 | V                 | N                 | D                 | Type                 | M                    | V                    | N                    | D                    | M          | V          | N          | D          | M     | V     | N     | D     |             |
| ------------------------- | ------------------------- | ------------------------- | ----------- | ----------- | ----------- | ----------- | ----------------- | ----------------- | ----------------- | ----------------- | -------------------- | -------------------- | -------------------- | -------------------- | -------------------- | ---------- | ---------- | ---------- | ---------- | ----- | ----- | ----- | ----- | ----------- |
| 2000-2001                 | SL Benfica                | Primeira Liga             | 9           | 5           | 2           | 2           | 1                 | 1                 | -                 | -                 | C3                   | 1                    | -                    | 1                    | -                    | -          | -          | -          | -          | 11    | 6     | 3     | 2     | 54,5%       |
| Sous-total Benfica        | Sous-total Benfica        | Sous-total Benfica        | 9           | 5           | 2           | 2           | 1                 | 1                 | -                 | -                 | -                    | 1                    | -                    | 1                    | -                    | -          | -          | -          | -          | 11    | 6     | 3     | 2     | 54,5%       |
| 2001-2002                 | UD Leiria                 | Primeira Liga             | 19          | 9           | 7           | 3           | 1                 | -                 | -                 | 1                 | -                    | -                    | -                    | -                    | -                    | -          | -          | -          | -          | 20    | 9     | 7     | 4     | 45%         |
| Sous-total Leiria         | Sous-total Leiria         | Sous-total Leiria         | 19          | 9           | 7           | 3           | 1                 | -                 | -                 | 1                 | -                    | -                    | -                    | -                    | -                    | -          | -          | -          | -          | 20    | 9     | 7     | 4     | 45%         |
| 2001-2002                 | FC Porto                  | Primeira Liga             | 15          | 11          | 2           | 2           | -                 | -                 | -                 | -                 | C1                   | 4                    | 1                    | -                    | 3                    | -          | -          | -          | -          | 19    | 12    | 2     | 5     | 63,2%       |
| 2002-2003                 | FC Porto                  | Primeira Liga             | 34          | 27          | 5           | 2           | 6                 | 6                 | -                 | -                 | C3                   | 13                   | 8                    | 2                    | 3                    | -          | -          | -          | -          | 53    | 41    | 7     | 5     | 77,4%       |
| 2003-2004                 | FC Porto                  | Primeira Liga             | 34          | 25          | 7           | 2           | 6                 | 5                 | -                 | 1                 | C1                   | 13                   | 7                    | 5                    | 1                    | 2          | 1          | -          | 1          | 55    | 38    | 12    | 5     | 69%         |
| Sous-total Porto          | Sous-total Porto          | Sous-total Porto          | 83          | 63          | 14          | 6           | 12                | 11                | -                 | 1                 | -                    | 30                   | 16                   | 7                    | 7                    | 2          | 1          | -          | 1          | 127   | 91    | 21    | 15    | 71,6%       |
| 2004-2005                 | Chelsea FC                | Premier League            | 38          | 29          | 8           | 1           | 9                 | 7                 | 1                 | 1                 | C1                   | 12                   | 6                    | 2                    | 4                    | -          | -          | -          | -          | 59    | 42    | 11    | 6     | 71,2%       |
| 2005-2006                 | Chelsea FC                | Premier League            | 38          | 29          | 4           | 5           | 7                 | 4                 | 2                 | 1                 | C1                   | 8                    | 3                    | 3                    | 2                    | 1          | 1          | -          | -          | 54    | 37    | 9     | 8     | 68,5%       |
| 2006-2007                 | Chelsea FC                | Premier League            | 38          | 24          | 11          | 3           | 13                | 11                | 2                 | -                 | C1                   | 12                   | 7                    | 3                    | 2                    | 1          | -          | -          | 1          | 64    | 42    | 16    | 6     | 65,6%       |
| 2007-2008                 | Chelsea FC                | Premier League            | 6           | 3           | 2           | 1           | -                 | -                 | -                 | -                 | C1                   | 1                    | -                    | 1                    | -                    | 1          | -          | 1          | -          | 8     | 3     | 4     | 1     | 37,5%       |
| Sous-total Chelsea        | Sous-total Chelsea        | Sous-total Chelsea        | 120         | 85          | 25          | 10          | 29                | 22                | 5                 | 2                 | -                    | 33                   | 16                   | 9                    | 8                    | 3          | 1          | 1          | 1          | 185   | 124   | 40    | 21    | 67%         |
| 2008-2009                 | Inter Milan               | Serie A                   | 38          | 25          | 9           | 4           | 4                 | 3                 | -                 | 1                 | C1                   | 8                    | 2                    | 3                    | 3                    | 1          | -          | 1          | -          | 51    | 30    | 13    | 8     | 58,8%       |
| 2009-2010                 | Inter Milan               | Serie A                   | 38          | 24          | 10          | 4           | 5                 | 5                 | -                 | -                 | C1                   | 13                   | 8                    | 3                    | 2                    | 1          | -          | -          | 1          | 57    | 37    | 13    | 7     | 64,9%       |
| Sous-total Inter Milan    | Sous-total Inter Milan    | Sous-total Inter Milan    | 76          | 49          | 19          | 8           | 9                 | 8                 | -                 | 1                 | -                    | 21                   | 10                   | 6                    | 5                    | 2          | -          | 1          | 1          | 108   | 67    | 26    | 15    | 62%         |
| 2010-2011                 | Real Madrid CF            | La Liga                   | 38          | 29          | 5           | 4           | 9                 | 7                 | 1                 | 1                 | C1                   | 12                   | 8                    | 3                    | 1                    | -          | -          | -          | -          | 59    | 44    | 9     | 6     | 74,6%       |
| 2011-2012                 | Real Madrid CF            | La Liga                   | 38          | 32          | 4           | 2           | 6                 | 4                 | 1                 | 1                 | C1                   | 12                   | 10                   | 1                    | 1                    | 2          | -          | 1          | 1          | 58    | 46    | 7     | 5     | 79,3%       |
| 2012-2013                 | Real Madrid CF            | La Liga                   | 38          | 26          | 7           | 5           | 9                 | 5                 | 2                 | 2                 | C1                   | 12                   | 6                    | 3                    | 3                    | 2          | 1          | -          | 1          | 61    | 38    | 12    | 11    | 62,3%       |
| Sous-total Real Madrid    | Sous-total Real Madrid    | Sous-total Real Madrid    | 114         | 87          | 16          | 11          | 24                | 16                | 4                 | 4                 | -                    | 36                   | 24                   | 7                    | 5                    | 4          | 1          | 1          | 2          | 178   | 128   | 28    | 22    | 71,9%       |
| 2013-2014                 | Chelsea FC                | Premier League            | 38          | 25          | 7           | 6           | 6                 | 4                 | -                 | 2                 | C1                   | 12                   | 6                    | 2                    | 4                    | 1          | -          | 1          | -          | 57    | 35    | 10    | 12    | 61,4%       |
| 2014-2015                 | Chelsea FC                | Premier League            | 38          | 26          | 9           | 3           | 8                 | 6                 | 1                 | 1                 | C1                   | 8                    | 4                    | 4                    | -                    | -          | -          | -          | -          | 54    | 36    | 14    | 4     | 66,7%       |
| 2015-2016                 | Chelsea FC                | Premier League            | 16          | 4           | 3           | 9           | 2                 | 1                 | 1                 | -                 | C1                   | 6                    | 4                    | 1                    | 1                    | 1          | -          | -          | 1          | 25    | 9     | 5     | 11    | 36%         |
| Sous-total Chelsea        | Sous-total Chelsea        | Sous-total Chelsea        | 92          | 55          | 19          | 18          | 16                | 11                | 2                 | 3                 | -                    | 26                   | 14                   | 7                    | 5                    | 2          | -          | 1          | 1          | 136   | 80    | 29    | 27    | 58,8%       |
| 2016-2017                 | Manchester United         | Premier League            | 38          | 18          | 15          | 5           | 10                | 8                 | 0                 | 2                 | C3                   | 15                   | 10                   | 3                    | 2                    | 1          | 1          | -          | -          | 64    | 37    | 18    | 9     | 57,8%       |
| 2017-2018                 | Manchester United         | Premier League            | 38          | 25          | 6           | 7           | 9                 | 7                 | 0                 | 2                 | C1                   | 8                    | 5                    | 1                    | 2                    | 1          | -          | -          | 1          | 56    | 37    | 7     | 12    | 66,1%       |
| 2018-2019                 | Manchester United         | Premier League            | 17          | 7           | 5           | 5           | 1                 | 0                 | 1                 | 0                 | C1                   | 6                    | 3                    | 1                    | 2                    | -          | -          | -          | -          | 24    | 10    | 7     | 7     | 41,7%       |
| Sous-total Manchester Utd | Sous-total Manchester Utd | Sous-total Manchester Utd | 93          | 50          | 26          | 17          | 20                | 15                | 1                 | 4                 | -                    | 29                   | 18                   | 5                    | 6                    | 2          | 1          | -          | 1          | 144   | 84    | 32    | 28    | 58,3%       |
| 2019-2020                 | Tottenham Hotspur         | Premier League            | 26          | 13          | 6           | 7           | 5                 | 2                 | 3                 | 0                 | C1                   | 4                    | 1                    | 0                    | 3                    | -          | -          | -          | -          | 35    | 16    | 9     | 10    | 45,7%       |
| 2020-2021                 | Tottenham Hotspur         | Premier League            | 32          | 14          | 8           | 10          | 6                 | 4                 | 1                 | 1                 | C3                   | 13                   | 10                   | 1                    | 2                    | -          | -          | -          | -          | 51    | 28    | 10    | 13    | 54,9%       |
| Sous-total Tottenham      | Sous-total Tottenham      | Sous-total Tottenham      | 58          | 27          | 14          | 17          | 11                | 6                 | 4                 | 1                 | -                    | 17                   | 11                   | 1                    | 5                    | -          | -          | -          | -          | 86    | 44    | 19    | 23    | 51,2%       |
| 2021-2022                 | AS Roma                   | Serie A                   | 38          | 18          | 9           | 11          | 2                 | 1                 | 0                 | 1                 | C4                   | 15                   | 10                   | 3                    | 2                    | -          | -          | -          | -          | 55    | 29    | 12    | 14    | 51,8%       |
| 2022-2023                 | AS Roma                   | Serie A                   | 38          | 18          | 9           | 11          | 2                 | 1                 | 0                 | 1                 | C3                   | 15                   | 7                    | 3                    | 5                    | -          | -          | -          | -          | 55    | 26    | 12    | 17    | 47,2%       |
| 2023-2024                 | AS Roma                   | Serie A                   | 20          | 8           | 5           | 7           | 2                 | 1                 | 0                 | 1                 | C3                   | 6                    | 4                    | 1                    | 1                    |            |            |            |            | 27    | 13    | 6     | 8     | 48.1%       |
| Sous-total Rome           | Sous-total Rome           | Sous-total Rome           | 96          | 44          | 23          | 29          | 5                 | 2                 | 0                 | 3                 | -                    | 36                   | 21                   | 7                    | 8                    | -          | -          | -          | -          | 136   | 67    | 29    | 40    | 49.0%       |
| 2024-2025                 | Fenerbahçe SK             | Süper Lig                 | 13          | 10          | 2           | 1           |                   |                   |                   |                   | C1 + C3              | 4 + 5                | 2 + 2                | 1 + 2                | 1 + 1                |            |            |            |            | 22    | 14    | 5     | 3     | 63.6%       |
| Sous-total Fenerbahçe SK  | Sous-total Fenerbahçe SK  | Sous-total Fenerbahçe SK  | 13          | 10          | 2           | 1           |                   |                   |                   |                   | -                    | 9                    | 4                    | 3                    | 2                    |            |            |            |            | 22    | 14    | 5     | 3     | 63.6%       |
| Total sur la carrière     | Total sur la carrière     | Total sur la carrière     | 746         | 474         | 168         | 118         | 140               | 96                | 19                | 25                | -                    | 232                  | 131                  | 53                   | 51                   | 15         | 4          | 4          | 7          | 1132  | 697   | 238   | 197   | 61,8%       |

## Palmarès

### Titres et trophées collectifs
Sur le plan continental, José Mourinho gagne ses premiers titres avec le FC Porto et la Coupe UEFA 2002-2003 enchaînée avec la Ligue des champions 2003-2004. Au début de cette seconde saison, il perd la première de ses trois Supercoupes de l'UEFA (avec 2013 et 2017). Le technicien portugais doit ensuite attendre 2009-2010, et son passage à l'Inter Milan, pour remporter à nouveau la C1. José Mourinho remporte une seconde C3 avec la Ligue Europa 2016-2017 gagnée avec Manchester United.
José Mourinho gagne au moins une fois le titre de champion dans les quatre pays où il passe. Entre 2002 et 2015, il remporte huit des treize championnats nationaux disputés. De 2002-2003 à 2005-2006, il remporte quatre titres consécutifs, deux du Portugal puis enchaîne avec deux d'Angleterre. En deux saisons à l'Inter Milan, il remporte deux fois la Serie A.
José Mourinho remporte quatre fois la Coupe de la Ligue anglaise, jamais consécutivement mais réalisant le doublé avec la Coupe d'Angleterre en 2006-2007. De même que les championnats, le Portugais gagne les Coupes nationales des quatre pays où il est passé, à une reprise chacune. Idem pour les Supercoupes nationales, toutes gagnées une seule fois sauf le Community Shield anglais (deux sacres).
Avec l'AS Roma, il remporte la première édition de l'Europa Conférence League en 2022. Cela fait de lui le premier entraîneur à avoir gagné la Ligue des Champions, la Ligue Europa et la Ligue Europa Conférence.
| Palmarès de Mourinho comme adjoint (12 titres)                                                                                              | Palmarès de Mourinho comme adjoint (12 titres)                                                                                          | Palmarès de Mourinho comme adjoint (12 titres)                                                                | Palmarès de Mourinho comme adjoint (12 titres)                                                                                        |
| Trophées internationaux (2) | Championnats nationaux (4) | Coupes nationales (2)                                                                                         | Supercoupes nationales (4) |
| --- | --- | --- | --- |
| - Coupe d'Europe des vainqueurs de coupe (1) - Vainqueur : 1997 (FC Barcelone) - Supercoupe de l'UEFA (1) - Vainqueur : 1997 (FC Barcelone) | - Championnat du Portugal (2) - Champion : 1995 et 1996 (FC Porto) - Championnat d'Espagne (2) - Champion : 1998 et 1999 (FC Barcelone) | - Coupe du Portugal (1) - Vainqueur : 1994 (FC Porto) - Coupe d'Espagne (1) - Vainqueur : 1997 (FC Barcelone) | - Supercoupe du Portugal (3) - Vainqueur : 1994, 1995 et 1996 (FC Porto) - Supercoupe d'Espagne (1) - Vainqueur : 1997 (FC Barcelone) |

| Palmarès de Mourinho comme entraîneur principal (26 titres) | Palmarès de Mourinho comme entraîneur principal (26 titres) | Palmarès de Mourinho comme entraîneur principal (26 titres) | Palmarès de Mourinho comme entraîneur principal (26 titres) |
| Trophées internationaux (5) | Championnats nationaux (8) | Coupes nationales (8) | Supercoupes nationales (5) |
| --- | --- | --- | --- |
| - Ligue des champions de l'UEFA (2) - Vainqueur : 2004 (FC Porto) et 2010 (Inter Milan) - Ligue Europa (2) - Vainqueur : 2003 (FC Porto) et 2017 (Manchester United) - Finaliste : 2023 (AS Roma) - Ligue Europa Conférence (1) - Vainqueur : 2022 (AS Roma) - Supercoupe de l'UEFA - Finaliste : 2003 (FC Porto), 2013 (Chelsea FC) et 2017 (Manchester United) | - Championnat du Portugal (2) - Champion : 2003 et 2004 (FC Porto) - Championnat d'Angleterre (3) - Champion en 2005, 2006 et 2015 (Chelsea FC) - Championnat d'Italie (2) - Champion en 2009 et 2010 (Inter Milan) - Championnat d'Espagne (1) - Champion : 2012 (Real Madrid) | - Coupe du Portugal (1) - Vainqueur : 2003 (FC Porto) - Coupe d'Angleterre (1) - Vainqueur : 2007 (Chelsea FC) - Finaliste: 2018 (Manchester United) - Coupe de la Ligue anglaise (4) - Vainqueur : 2005, 2007, 2015 (Chelsea FC) 2017 (Manchester United) - Coupe d'Italie (1) - Vainqueur : 2010 (Inter Milan) - Coupe d'Espagne (1) - Vainqueur : 2011 (Real Madrid) | - Supercoupe du Portugal (1) - Vainqueur : 2003 (FC Porto) - Community Shield (2) - Vainqueur : 2005 (Chelsea) et 2016 (Manchester United) - Supercoupe d'Italie (1) - Vainqueur : 2008 (Inter Milan) - Supercoupe d'Espagne (1) - Vainqueur : 2012 (Real Madrid) |

### Distinctions individuelles
| Année | Nbr titres |
| ----- | ---------- |
| 2003  | 2          |
| 2004  | 6          |
| 2005  | 5          |
| 2006  | 2          |
| 2007  | 0          |
| 2008  | 0          |
| 2009  | 1          |
| 2010  | 5          |
| 2011  | 1          |
| 2012  | 2          |
| 2013  | 0          |
| 2014  | 0          |
| 2015  | 2          |
| 2016  | 0          |
| 2017  | 2          |
| 2018  | 0          |
| 2019  | 0          |
| 2020  | 0          |
| 2021  | 0          |
| 2022  | 1          |

José Mourinho possède deux records, battus en championnat national. Il est le plus rapide à atteindre les cent victoires en Championnat d'Angleterre, après 142 matchs. Il est aussi l'entraîneur ayant obtenu le plus de points en une saison dans l'histoire du Championnat d'Espagne avec 100 points acquis lors de la saison 2011-2012, avec le Real Madrid. Le technicien portugais est aussi celui nommé le plus de fois entraîneur de l'équipe de l'année UEFA avec quatre sacres dont les trois premiers consécutifs (2003 à 2005 puis 2010).
Dans le monde sportif dans sa globalité, José Mourinho est élu entraîneur sportif de l'année 2005 par la BBC Sport puis homme de l'année 2010 en sport en Italie par la Gazzetta dello Sport.
Dès 2003, le Portugais est reconnu pour ses performances et élu meilleur entraîneur de la saison par l'UEFA en 2002-2003 et 2003-2004 et de sa Ligue des champions de l'UEFA en 2003 et 2004. Le quotidien espagnol El País le reconnaît meilleur technicien d'Europe à trois reprises, en 2004 (FC Porto), 2005 et 2006 (Chelsea FC). Autant de fois qu'il reçoit le World Soccer Awards du meilleur entraîneur (2004, 2005 et 2010). Par ailleurs, il est élu meilleur entraîneur mondial de club de l'année par l'IFFHS en 2004 (FC Porto), 2005 (Chelsea FC), 2010 (Inter Milan) et 2012 (Real Madrid). L'année 2010 est riche pour lui, car il reçoit aussi le Prix d'entraîneur de l'année FIFA.
Au niveau national, José Mourinho est sacré meilleur entraîneur du Championnat d'Angleterre en 2005 et 2006, puis meilleur entraîneur de l'année de Serie A (2009 et 2010) et d'Espagne avec le Trophée Miguel Muñoz (2011 et 2012).
Sur le plan civil, José Mourinho est grand-officiel de ordre de l'Infant Dom Henri en 2005. Il obtient le diplôme de doctorat honoris causa de l'Université technique de Lisbonne pour son accomplissement dans le football le 23 mars 2009.
| Palmarès individuel de Mourinho | Palmarès individuel de Mourinho | Palmarès individuel de Mourinho |
| Trophées internationaux | Championnats nationaux |                                 |
| --- | --- | ------------------------------- |
| - Meilleur entraîneur - FIFA de l'année : 2010 - UEFA de la saison : 2003 et 2004 (FC Porto) - Ligue des champions de l'UEFA : 2003 et 2004 - De club du monde par l'IFFHS : 2004 (FC Porto), 2005 (Chelsea FC), 2010 (Inter Milan) et 2012 (Real Madrid) - D'Europe selon le quotidien El País : 2004 (FC Porto), 2005 et 2006 (Chelsea FC) - World Soccer : 2004, 2005 et 2010 - Équipe-type - Entraîneur de l'Équipe de l'année UEFA : 2003, 2004 (FC Porto), 2005 (Chelsea FC) et 2010 (Inter Milan) | - Meilleur entraîneur - Championnat d'Angleterre (2) : 2005 et 2006 - Championnat d'Italie (2) : 2009 et 2010 - Trophée Miguel Muñoz (2) : 2011 et 2012 |                                 |

## José Mourinho dans la culture populaire

### Polémiques
José Mourinho est connu pour son arrogance et ses déclarations « polémiques infinies » contre les arbitres, les adversaires, les journalistes ou même ses joueurs. L'entraîneur portugais « se construit dans le conflit et un affectif exacerbé à chacun de ses passages. Orgueilleux, celui qui se surnomme un "Special One" à son arrivée à Chelsea, use ses hommes et ses entourages avec son exigence et sa communication corrosive. Une usure telle qu'une crise suit chacun de ses départs ».
« D'aucuns le traitent de coach "mercenaire" et "d'entraîneur commando" porté sur le court-terme ».
« Avec le temps, il est devenu la première victime de la guerre psychologique qu’il livre à longueur de conférences de presse » mais selon le journaliste Alexandre Pedro, « ses titres, son talent et son charisme méritent mieux que la mauvaise caricature de lui-même qu’il a fini par devenir ».

### Vie privée

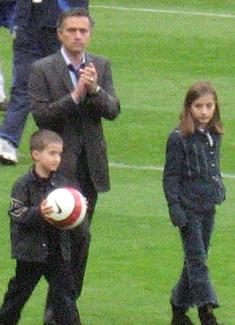
José Mourinho avec ses enfants, Mathilde et José Mário, Jr en 2007.

José Mourinho et son épouse, née en Angola portugais, se sont rencontrés quand ils étaient adolescents à Setúbal au Portugal, et le couple s'est marié en 1989,. Ils ont eu leur première fille, Mathilde, née en 1996 et leur premier fils, José Mário, Jr., quatre ans plus tard. Bien qu'entièrement consacré au football, José Mourinho décrit sa famille comme le centre de sa vie et a noté que « le plus important, c'est ma famille et être un bon père »,. Il a été sélectionné comme l'Homme de l'année 2005 par le magazine britannique New Statesman et a été décrit comme un homme dévoué à la fois à sa famille et à son travail. José Mourinho a aussi participé à des œuvres caritatives et des initiatives sociales, aidant à mettre en place des projets pour la jeunesse, rapprochant les enfants israéliens et palestiniens par le football et faisant don de sa « veste porte-bonheur » dans le cadre de l'aide humanitaire du tremblement de terre de 2004, rapportant 22 000 livres pour les œuvres caritatives,. José Mourinho est de confession catholique.
Largement connu pour sa forte personnalité, son habillement raffiné, et l'originalité de ses observations lors des conférences de presse, telles que « La meilleure équipe a perdu » ou « Je félicite aussi [le Barça] pour le pouvoir qu'il a sur les décideurs. Ça doit être dur à obtenir… […] Moi, j'aurais honte de gagner une Ligue des champions comme ça. Parfois, j'en ai marre de vivre dans ce monde ». José Mourinho a connu la célébrité en dehors des cercles footballistiques, apparaissant en vedette dans des campagnes publicitaires européennes pour Samsung, American Express et Adidas entre autres. Une biographie non officielle de José Mourinho, intitulé O Vencedor - De Setúbal a Stamford Bridge (Le Vainqueur - de Setúbal à Stamford Bridge), a été un best-seller au Portugal. Toutefois, José Mourinho n'a pas autorisé la biographie et a tenté, en vain, d'empêcher le livre d'être publié.
José Mourinho parle portugais, espagnol, italien, français et anglais couramment.
Le 2 décembre 2016 est révélé le scandale Football Leaks, où José Mourinho est accusé d'avoir dissimulé 12 millions d’euros dans des paradis fiscaux.

### Culture populaire
Depuis mars 2013, il est l’ambassadeur du jeu Top Eleven Football Manager.
En septembre 2022, il apparaît dans un clip du rappeur Stormzy.

### Postérité
Une avenue de Setúbal, sa ville natale, porte son nom.